# شوبا
ماهالاكشمي مينون هي ممثلة هندية معروفة باسمها الفني شوبا ولدت في 23 سبتمبر 1962 وتوفيت في 1 مايو 1980.

## نبذة
كانت ممثلة هندية اشتهرت بعملها في الأفلام باللغة المالايالامية والتاميلية. في سن السابعة عشر فازت بجائزة الفيلم الوطني لأفضل ممثلة عن دورها في فيلم التاميل باسي لعام 1979. كما حصلت على ثلاث جوائز من ولاية كيرالا السينمائية لأفضل ممثلة (1978)، وأفضل ممثلة مساعدة (1977) وأفضل ممثلة طفلة في 1971؛ وجائزتي فيلم فير الجنوب لأفضل ممثلة في السينما الكانادا في 1978 وسينما التاميل في 1979.

## عنها
ولدت لأبوين مالاياليين وهما كي.بي. مينون وبريما مينون. كانت والدتها ممثلة في صناعة السينما المالايالامية خلال الخمسينيات، ولدت شوبا في مدراس، وبدأت حياتها المهنية في صناعة السينما التاميلية، حيث ظهرت لأول مرة كفنانة طفلة في فيلم ثاتونجال ثيراكابادوم عام 1966 حقق الفيلم نجاح كبير في شباك التذاكر وكانت إنطلاقه قويه لشوبا كممثلة طفلة في سينما جنوب الهند. كان أول دور بطولي لها في فيلم بلغة الملايلام عام 1978 أوتهارا راثهري.
تعتبر شوبا واحدة من أفضل المواهب التي ظهرت في عالم السينما الهندية، وانتهت مسيرتها المهنية التي بدأت للتو آنذاك بشكل غير متوقع بسبب انتحارها في عام 1980 لأسباب غير معروفة حتى الآن.

## الزواج
كانت متزوجة من المخرج بالو ماهيندرا مُنذ عام 1978، في مقابلة بعد وفاتها، صرح بالو «أن الأمر مأساة كيف تم انتزاع شوبا فجأة وبسرعه من حياته بواسطة القدر، تماما مثل السرعة التي دخلت بها لحياته».

## الوفاة
انتحرت شوبا في سن السابعة عشرة في عام 1980 بعد زواجها. ورغم ظهور عدة نظريات عن وفاتها الا أن سبب وفاتها مازال مجهول حتى الآن.